# イダ・ボバック
イダ・ボバック（Ida Bobach、1991年7月30日 - ）はデンマークのオリエンテーリング選手。シルケボー生まれで、現在はオーフス在住。同じくオリエンテーリング選手であるクリスティアン・ボバック、セーレン・ボバックらの妹。

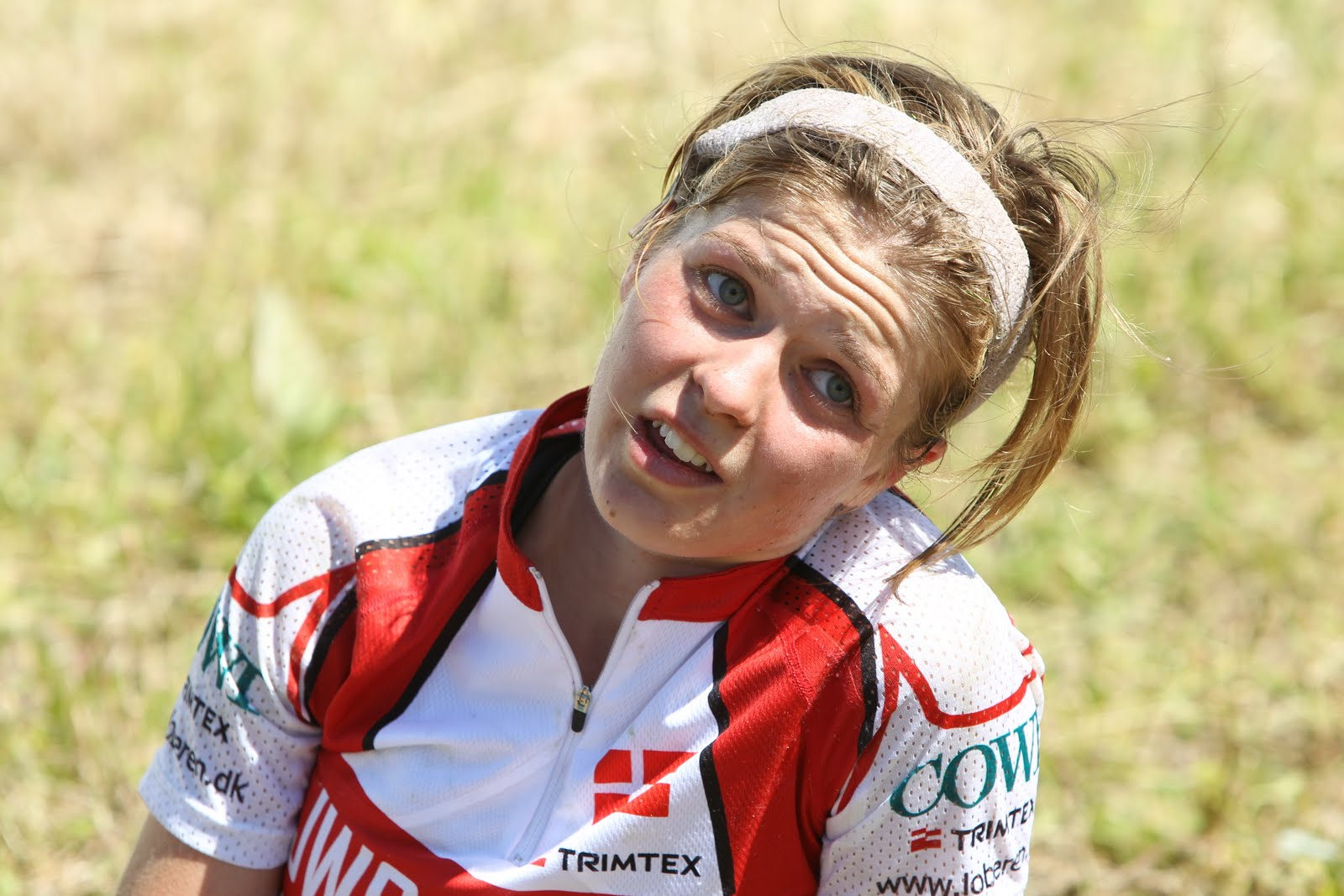
JWOC2010ロングにて

## ジュニア選手として

### 2006年
初めてジュニア世界選手権（JWOC）に出場したのは2006年のことで、開催地はリトアニアのドルスキニンカイだった。スプリント競技で49位、ミドル競技で20位、ロング競技で49位となる。
同大会では兄であるセーレン・ボバックがジュニア世界選手権者となった。

### 2007年
2007年も引き続きジュニアデンマーク代表に選出され、オーストラリアのダボで開催されたJWOC2007へ出場した。スプリント競技で25位、ミドル競技で19位、ロング競技で33位と、全てについて前年を上回る結果を残している。

### 2008年
スウェーデンのイエテボリで開催されたJWOC2008では、Signe Klintingやマヤ・アルムらと共にリレー競技で2位となり、銀メダルを獲得した。また、個人競技のスプリント競技では14位、ミドル競技では45位、ロング競技では22位となっている。

### 2009年
イタリアのトレンティーノにて開催されたJWOC2009で、4種目すべてでメダルを獲得し、ブレイクスルーを果たした。ロング競技では前年度の同種目覇者である、スウェーデンのJenny Lönnkvistを1分強差で制し、優勝した。またスプリント競技で銀メダル、ミドル競技と、Siigne KlintingやEmma Klingenbergらと共に走ったリレー競技で銅メダルを獲得した。

### 2010年
5回目のJWOCとなるJWOC2010は母国のデンマーク・オールボーで開催され、地の利もいかしながら3枚の金メダルを獲得する大活躍を見せた。個人競技ではスプリント競技でロング競技において金メダルを獲得し、リレー競技では前年同様Signe Klinting、Emma Klingenbergと共にデンマーク代表チームを結成し、チェコに競り勝ち、開催地デンマークに金メダルをもたらした。また、当然ミドル競技にも出場していたものの、予選において足首を捻ってしまい、決勝に出走することが叶わなかった。

### 2011年
6度目にして年齢制限のため最後となるJWOC、JWOC2011はポーランドで開催された。レンボルクで開催されたスプリント競技で優勝すると、勢いそのままにヴェイヘロヴォで開催されたロング競技、ミドル競技でも優勝し、史上初めての個人三冠を達成した。しかしながら、グニエボボで開催されたリレー競技では、Emma Klingenberg、Ita Klingenbergとチームを組むも、接戦むなしく3位となり、4冠達成はならなかった。

## シニア選手として

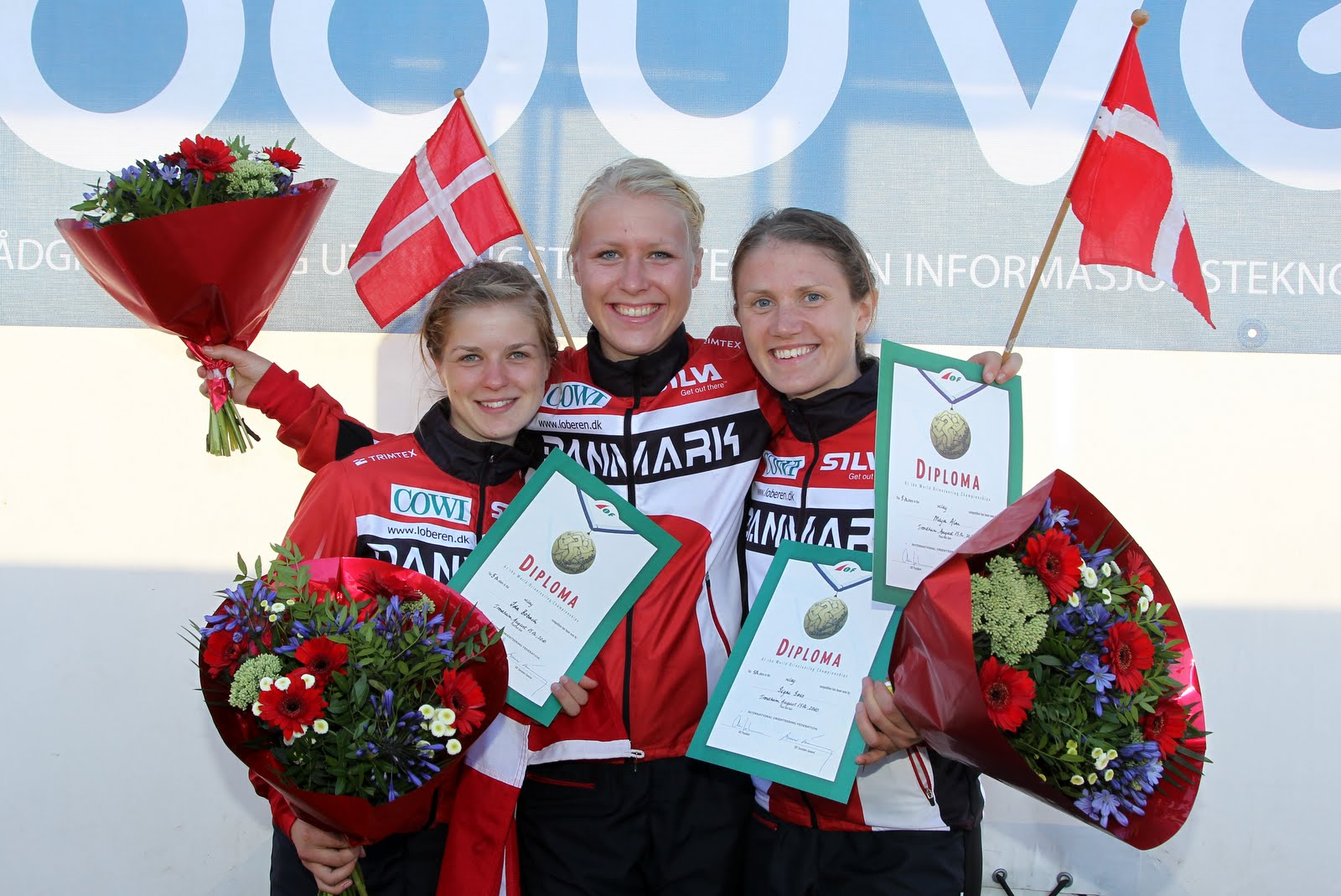
WOC2010リレー競技 デンマーク女子チーム(イダ・ボバック, マヤ・アルム, Signe Søes)

### 2010年
リレー大会Tiomilaへは所属するスウェーデンのクラブUlricehamns OK から出場し、チームの第一走者として全体トップでフィニッシュした。Ulricehamns OKは、300チーム以上の女子チームがある中で、最終的に準優勝の結果を残している。
また、ジュニア選手の年齢でありながらも、フル代表としてノルウェー・トロンハイムで開催された世界選手権、WOC2010にも出場した。ミドル競技では予選通過し、決勝では進出者45名中13位に入る健闘を見せた。またリレー競技でもメンバーに選出され、第一走者をつとめた。デンマークチームはフィンランド、ノルウェー、スウェーデン、スイスに次ぐ5位入賞となり、チェコ、フランス、イギリス、ロシアといった強豪国に競り勝った。

### 2011年
ジュニア最終年でありながら、自身2度目のWOC、フランス・サヴォワで開催されたWOC2011に出場した。世界屈指の難易度を誇るサヴォワのテレインに適応し、弱冠20歳にしてミドル競技で銅メダルを獲得した。デンマーク女子がWOCの個人種目でメダルを獲得するのは1974年以来、37年ぶりの快挙である。

### 2014年
2012年、2013年と、ワールドゲームズの混成リレーにおいてこそ銀メダルを獲得したが、WOCにおいてもヨーロッパ選手権（EOC）においてもあと一歩のところでメダルを逃し続けていたところ、イタリアで開催されたWOC2014においてEmma Klingenberg、マヤ・アルムと共に出場したリレー競技で銀メダルを獲得する。デンマーク女子がリレー競技でメダルを獲得するのは1983年以来31年ぶりのことである。またミドル競技でも優勝争いに参加し、終盤のミスが響いてアニカ・ビルスタムに敗れるも、3年ぶりに銀メダルを獲得した。